# Abell 33
Abell 33 – mgławica planetarna znajdująca się w gwiazdozbiorze Hydry. Odkrył ją George Abell w 1955 roku. Mgławica ta jest oddalona o około 2,5 tysiąca lat świetlnych od Ziemi. Na niebie widoczna jest w pobliżu gwiazdy pierwszego planu HD 83535. Gwiazda ta jest położona mniej więcej w połowie odległości mgławicy od Ziemi, a jej jasność wynosi 7,21m. Razem z mgławicą tworzy kształt podobny do pierścionka zaręczynowego z diamentem. Z kolei gwiazda, która jest odpowiedzialna za powstanie mgławicy znajduje się w pobliżu jej centrum i w przyszłości stanie się białym karłem.